# هله‌لویا (ترانه لئونارد کوهن)
«هللویا» (به انگلیسی: Hallelujah) تک‌آهنگی از هنرمند اهل کانادا لئونارد کوهن است که در سال ۱۹۸۴ میلادی منتشر شد.
این ترانه توسط جف باکلی در سال ۱۹۹۳ و ۱۹۹۴ بازخوانی شد و در آلبوم فضل قرار گرفت که در سال ۱۹۹۴ منتشر شد اما به عنوان تک‌آهنگ تا سال ۲۰۰۷ منتشر نگردید. این بازخوانی بسیار موفق گشت به شکلی که در چارت‌های ایرلند، نروژ در رتبه اول و در چارت‌های کانادا جزو ده ترانه اول قرار گرفت.
این ترانه علاوه بر جف باکلی توسط کی‌دی لنگ، بون جوی، جاستین تیمبرلیک، الکساندرا بورک، روفوس وین‌رایت و بسیاری دیگر بازخوانی شده‌است.